# Project Denver
A Project Denver egy ARM architektúrán alapuló mikroprocesszor, amelyet az Nvidia a 2011. január 5-i CES 2011 rendezvényen jelentett be.
A bejelentésben az Nvidia közölte, hogy megkezdte saját, ARM architektúrán alapuló asztali számítógépekbe szánt CPU-ja tervezését és fejlesztését, Project Denver kódnéven. A processzor támogatja a Microsoft (akkoriban aktuális) asztali rendszerét, a Windows 8-at, valamint a Google Android, Apple iOS és más mobilplatformokat. Az új processzor a korábbi Tegra termékekhez képest egy nagymértékben testreszabott „ARM-kompatibilis CPU”, mivel a cég megszerezte az ARM utasításkészlet licencét, de a processzor mikroarchitektúrája teljes egészében saját belső fejlesztés, nagyobb teljesítménnyel, asztali számítógépek, szerverek és a nagy teljesítményű számítástechnikai piacok számára is. Abban az időben az Nvidia ARM-alapú processzorai közvetlenül versenyeztek az Intel, az AMD és más piacon lévő X86-alapú processzorokkal.
2014. január 6-án az Nvidia bejelentette a Denver projekt első eredményét, a Tegra K1 64 bites verzióját.

## Áttekintés
A Project Denver egy Nvidia által tervezett mikroprocesszor kódneve, amely a 32- és 64 bites ARMv8-A utasításkészletet valósítja meg, egyszerű hardveres dekóder és szoftveres bináris fordítás (dinamikus újrafordítás) kombinációjával, ahol „a Denver bináris fordítórétege szoftveresen fut, az operációs rendszernél alacsonyabb szinten, és a gyakran használt, már optimalizált kódsorozatokat a főmemóriában lefoglalt 128 MiB-os gyorsítótárban tárolja”. A Denver egy nagyon széles sorrendi szuperskalár futószalagot használ. Kialakítása olyan, hogy más SIP magokkal, pl. GPU, képernyővezérlő, DSP, képfeldolgozó processzor és egyéb eszközökkel együtt egylapkás rendszerekbe (SoC) beépíthetővé teszi.
A Project Denver a mobil eszközök, személyi számítógépek, szerverek és szuperszámítógépek körében való alkalmazást célozta.
A megfelelő magokat az Nvidia Tegra SoC sorozatába integrálták. Kezdetben a Denver magokat a 28 nm-es technológiához tervezték (Tegra T132 modell, másként „Tegra K1”). A Denver 2 ennek egy továbbfejlesztett kialakítása volt, ami a kisebb, hatékonyabb 16 nm-es technológiára épült (Tegra T186 modell, más néven „Tegra X2”).
2018-ban az Nvidia kibocsátott egy „Carmel” kódnevű javított kialakítást, amely az ARMv8 alapú, 64 bites ARM-v8.2 utasításkészlettel működik, 10 utas szuperskalár, funkcionális biztonság, kettős végrehajtás, paritás és ECC funkciókkal, a Tegra Xavier egylapkás rendszerbe integráltan, összesen 8 magot kínálva, amely 4 kétmagos párként is használható.
A Carmel processzormag támogatja a teljes Advanced SIMD (ARM NEON), VFP (Vector Floating Point), és ARMv8.2-FP16 (félpontosságú lebegőpontos) utasításkészlet-kiterjesztéseket.
A Jetson AGX fejlesztőkészletbe integrált Carmel magok tesztelését független tesztelők végezték 2018 szeptemberében, s ennek első közzétett teszteredményei jelentősen megnövekedett teljesítményt mutattak, amit az elemzők, az előző rendszerek alapján, el is vártak ettől a fizikai megvalósítástól.
A Carmel kialakítás megtalálható a Tegra T194 modellben (Tegra Xavier), amelyet 12 nm-es csíkszélességre terveztek.

### Főbb jellemzői
- Futószalagos processzor, 7 utas szuperskalár végrehajtású futószalaggal.
- 128 KiB utasítás + 64 KiB adat L1 gyorsítótár magonként (mindkettő 4 utas), 2 MiB L2 gyorsítótár (16 utas osztott)[10]
- A Denver a főmemóriából 128 MiB-ot elkülönít értelmező gyorsítótárként, ami a fő operációs rendszer számára nem hozzáférhető.
- Legmagasabb órajele 2,5 GHz[1]
- Az ARM kódot a processzor saját belső utasításkészletére fordítja, hardveres fordító vagy szoftveres emuláció alkalmazásával. Az ARM utasítások átrendezhetők, eltávolíthatók, ha nem járulnak hozzá a végeredményhez, vagy más módon optimalizálhatók, ha szoftveres emuláció van használatban.[6]

## Csipek
A Tegra K1 létrehozásához egy kétmagos Denver CPU-t párosítottak egy Kepler-alapú GPU megoldással. A kétmagos 2,3 GHz-es Denver alapú K1 csipet először a HTC 2014. november 3-án kibocsátott Nexus 9 tabletjében alkalmazták. Itt van egy kis névzavar, mert a négymagos Tegra K1, azonos neve ellenére, nem a Denver architektúrán alapul.
A kb. 2016-ban megjelent Nvidia Tegra X2 csip két Denver2 magot (64 bites ARMv8) és további négy A57 (szintén 64 bites ARMv8) magot tartalmaz, amely összeállításban a magok koherens HMP (heterogén többprocesszoros architektúra) technológiával vannak összefogva.
A Parker SoC rendszerében a processzorokhoz egy 256 CUDA-magos Geforce GPU csatlakozik.
A Tegra Xavier SoC egy Nvidia Volta GPU-t és több egyéb speciális célú gyorsítót párosít 8 Carmel processzormaggal egy rendszerben. Ebben a dizájnban 4 Carmel ASIC makroblokk (mindegyikben 2 maggal) van egymáshoz rendelve crossbar kapcsolattal és 4 MiB méretű L3 gyorsítótárral.

## Történet
A project Denver létezését a 2011-es Consumer Electronics Show-n jelentette be a cég.
Egy 2011 március 4-i cikkben Huang Zsen-hszün CEO ismertette, hogy a Project Denver egy ötéves 64 bites ARMv8-A architektúra CPU fejlesztés, amelyen több száz mérnök dolgozott már három és fél éve, és amely fenntartja a visszafelé kompatibilitást a 32 bites ARMv7 utasításkészlettel.
A Project Denver a coloradói Stexar Company cég fejlesztésével kezdődött, és eredetileg x86-kompatibilis processzor lett volna, amely bináris fordítást használ, a Transmeta Corporation projektjeihez hasonlóan, és saját belső utasításkészletére fordítja le az x86 utasításokat. Ezt a belső utasításkészletet sehol nem publikálták.
A Stexart 2006-ban felvásárolta az Nvidia. A fejlesztés folytatódott, a kitűzött célok azonban több változáson estek át.
A beszámolók szerint (Tom's Hardware, Forbes, ExtremeTech) a Denver nagy létszámú fejlesztőcsapatában sok olyan processzortervező dolgozik, aki az Intel, AMD, HP, Sun és Transmeta Corporation cégektől érkezett, és a csapat hatalmas tapasztalattal rendelkezik a sorrenden kívüli végrehajtású szuperskalár CPU-k tervezésében, a VLIW architektúra és a szimultán többszálas végrehajtás (SMT) terén.
Charlie Demerjian, a SemiAccurate elemzője szerint, a Project Denver CPU-ja belsőleg lefordíthatja az ARM utasításokat egy belső utasításkészletre, a CPU-ban lévő firmware segítségével.
Ugyancsak Demerjian szerint, a Project Denver eredetileg támogatni szándékozott mind az ARM, mind az x86 architektúrát/kódvégrehajtást, felhasználva a Transmeta code morphing technológiáját, de ezt megváltoztatták az ARMv8-A 64 bites utasításkészletre, mert az Nvidia nem tudott licencet szerezni az Intel szabadalmaihoz.
Az első Denver processzormagokkal szállított fogyasztói eszköz, a Google Nexus 9 tabletje, 2014. október 15-én volt bejelentve. A tabletet a HTC gyártotta és a kétmagos Tegra K1 SoC-vel van szerelve. A Nexus 9 volt az első 64 bites Android eszköz, amely elérhető volt a fogyasztók számára.

## Fordítás
Ez a szócikk részben vagy egészben  a   Project Denver című angol Wikipédia-szócikk ezen változatának fordításán alapul.  Az eredeti cikk szerkesztőit annak laptörténete sorolja fel. Ez a jelzés csupán a megfogalmazás eredetét és a szerzői jogokat jelzi, nem szolgál a cikkben szereplő információk forrásmegjelöléseként.